# Улица Калинина (Владикавказ)
Улица Калинина — улица во Владикавказа, Северная Осетия, Россия. Улица является границей между Затеречным и Северо-Западным муниципальными округами. Располагается между проспектами Коста и Доватора. Начинается от проспекта Доватора.

## Расположение
Улицу Калинина пересекают улицы Заурбека Калоева, Тургеневская, Кастанаева, Леваневского, Левченко, Галковского, Щорса и Генерала Хетагурова.
На улице Калинина заканчивается Ногирская улица.
На перекрёстке с улицами Тургеневской и Заурбека Калоева находится южная сторона сквера Гагарина. По середине улицы проходит пешеходный бульвар.

## История
Улица названа именем советского общественного деятеля Михаила Калинина.
Улица сформировалась во второй половине XX века. 25 сентября 1940 года городской совет придал новой улице в пределах кварталов № 708, 709, 701, 711, 712, 714, 715 наименование «Ново-Поселковая улица». В 1960 году по состоянию на 1 апреля улица значится в «Алфавитном списке наименований улиц и переулков города Орджоникидзе» как «Широкая улица». 
26 октября 1967 года городской совет переименовал Широкую улицу в улицу Калинина.